# Dobyvatel (hra)
Dobyvatel (anglicky Triviador, dříve ConQUIZtador) je online vědomostní hra pro mobilní zařízení, vyvíjená v Maďarsku společností THX Games. Před rokem 2021 to v Česku byla jedna z nejúspěšnějších webových her, kterou pro český trh v letech 2010 až 2020 provozovala TV Nova. V současnosti hra na PC již není dostupná a jde hrát pouze nová verze hry na systémech Android a iOS.

## Vznik
Hra byla poprvé uvedena 20. října 2002 jako webová hra pod maďarským názvem Honfoglaló na platformě Adobe Flash. Jejím autorem byl maďarský programátor Attila Bihari. Vývojářem byla společnost ABC Mill. Hra byla poté postupně uváděna do řady nových jazykových mutací. V roce 2017 maďarská televizní stanice Duna uvedla stejnojmennou televizní soutěž.

## Česká verze (2010–2016)
V roce 2010 uzavřel vývojář ABC Mill spolupráci s portálem TV Nova, na kterém byla hra uvedena pro český trh v češtině. Hra zaznamenala značný úspěch s celkovou návštěvností až přes milion hráčů. Hra byla někde využívána i ve školství a díky celkovému úspěchu hry vznikla také např. stolní hra Dobyvatel. Kolem hry se vytvořila komunita, která pořádala herní turnaje i komunitní srazy. Před vydáním nové verze v červenci 2016 běžela ve verzi 6.2.81.

## Novější verze (2016–2021)
1. července 2016 byla novou vývojářskou společností THX Games vydána nová verze hry přinášející zcela jiné grafické zpracování a herní mechaniky, která se ovšem setkala s vlnou kritiky od mnoha hráčů a následným masovým úbytkem hrajících. Hra v některých místech nebyla ani kompletně přeložena do češtiny. Vznikla petice za navrácení původní verze hry a fanklub hráčů vytvořil i facebookovou komunitní stránku s názvem Chceme zpět starého Dobyvatele. K listopadu 2018 běžela ve verzi v11.110300. Lokální spolupráce s TV Nova byla ukončena v roce 2020.

## Verze pro Android a iOS
V roce 2021 byla zcela ukončena webová verze hry. Hra je dostupná již jen na mobilních zařízeních Android a iOS. Společnost THX Games odůvodnila tento krok ukončením podpory Adobe Flash u webových prohlížečů, avšak pomocí platformy Ruffle by byl provoz nadále možný. V roce 2021 vyšla nová verze hry, která přinesla nové grafické zpracování s 3D grafikou. Do hry byly zavedeny masivní monetizační prvky, jako tržiště a prémiové herní výhody pro platící uživatele. Společnost THX Games na nespokojenost fanoušků nereagovala a pro odpor k nové verzi v roce 2022 dokonce zablokovala možnost komentování na sociálních sítích.

## Systém hry
Tři hráči odpovídají na vědomostní otázky z různých témat. Za správné odpovědi získávají území jednotlivých krajů ČR. Vyhrává ten, který obsadí největší území.  Hráči jsou hodnoceni tzv. Silovými body hráče - SBH, které je průměrem několika důležitých hodnot, které vypovídají o výkonech hráče.

### Herní módy
V současnosti existují v Dobyvateli čtyři herní módy.
1. Bleskový útok
2. Dlouhá kampaň
3. Duel
4. Přátelská hra

Bleskový útok je rychlejší verze Dlouhé kampaně (bitva se bude mj. skládat z méně herních kol). Miniturnaj je turnaj pro 27 hráčů, který se hraje ve třech kolech (typu Bleskový útok). Přátelská hra je jediný herní mód, ve kterém si můžete vybrat protihráče.

### Zásoby
Zúčastnění se každé hry vyčerpá hráči určitý počet zásob (viz výše). Nový hráč (na levelu 1) má po založení účtu maximální počet zásob omezený na 75. S každým dalším levelem nad level 10 se maximální počet zásob zvýší o jednu (tj. na levelu 35 může mít hráč maximálně 100 zásob, na levelu 100 může mít maximálně 165 atd.).
Jakmile hráč dosáhne dalšího levelu, počet zásob se mu okamžitě doplní na maximální možný. Jinak zásoby přibývají i průběžně, a to 1 zásoba / 5 minut. Dojdou-li hráči zásoby, ale nechce se mu čekat na jejich automatické doplnění, aby mohl hrát dál, může si je okamžitě doplnit na maximální počet za 20 000 zlaťáků. Zlaťáky může hráč získat tak, že je jednou denně vybere ve svém hradu, nebo si je může zakoupit za peníze.

### Silové body hráče (SBH)
Silové body hráče (SBH) jsou body hráče, podle kterých se určuje jeho pořadí v celkovém žebříčku hráčů. Hodnota {\displaystyle SBH} se počítá jako průměr ze čtyř hodnot:
- Body XP levelu (XP LVL P v žebříčku hráčů) - závisí na levelu hráče
- Body síly odpovědí na výběrové otázky (VO PSH v žebříčku hráčů) - závisí na počtu správně zodpovězených výběrových otázek (počítá se z posledních 256 výběrových otázek, na které hráč odpověděl)
- Body síly odpovědí na tipovací otázky (Průměrné PSH v žebříčku hráčů) - závisí na přesnosti odpovědí na tipovací otázky (počítá se z posledních 100 tipovacích otázek, na které hráč odpověděl)
- Vyhrané/Prohrané herní body (GW body v žebříčku hráčů) - závisí na počtu vyhraných, remizovaných a prohraných her (počítá se z posledních 32 her)

{\displaystyle SBH} nikdy nemůže být vyšší, než 10 000.